# 季德甫
季德甫（1508年—？年），字仲修，直隸蘇州府太倉州，明朝政治人物。

## 生平
嘉靖二十二年（1543年）癸卯科應天府鄉試第一百二名舉人，二十三年（1544年）聯捷甲辰科第二甲第三十名進士。授山東濱州知州，歷官刑部員外郎，三十四年十二月恤刑湖廣。歷官袁州府知府、江西布政司左參政，四十五年二月升江西按察使，时巡按御史成守节奉诏大索严世蕃等寄赃银，以二司官不肯为任怨，被劾，九月革职闲住。
嘉靖二十年（1541年），王世贞曾隨其学习《易经》。

## 家族
曾祖季讓，祖季鑑，父季沐，前母薛氏；母朱氏。